# 2014년 3월
| 2014년: 1월 · 2월 · 3월 · 4월 · 5월 · 6월 · 7월 · 8월 · 9월 · 10월 · 11월 · 12월 |

| <       | 2014년 3월  | 2014년 3월 | 2014년 3월 | 2014년 3월 | 2014년 3월 | >          |
| 일      | 월          | 화         | 수         | 목         | 금         | 토         |
|         |             |            |            |            |            | 1 2.1 신미 |
| 2 임신  | 3 계유      | 4 갑술     | 5 을해     | 6 병자     | 7 정축     | 8 무인     |
| 9 기묘  | 10 경진     | 11 신사    | 12 임오    | 13 계미    | 14 갑신    | 15 을유    |
| 16 병술 | 17 정해     | 18 무자    | 19 기축    | 20 경인    | 21 신묘    | 22 임진    |
| 23 계사 | 24 갑오     | 25 을미    | 26 병신    | 27 정유    | 28 무술    | 29 기해    |
| 30 경자 | 31 3.1 신축 |            |            |            |            |            |

| - 3월 29일 : 슬로바키아 대통령 선거 - 3월 22일 : 몰디브 총선 - 3월 16일 : 세르비아 총선 - 3월 16일 : 우크라이나 국민 투표 - 3월 09일 : 엘살바도르 대통령 선거 - 3월 09일 : 콜롬비아 총선거 - 3월 09일 : 조선민주주의인민공화국 대의원 선거 편집하기 |

## 2014년3월 31일(월요일)
정치
- 북한이 500여 발의 해안포와 방사포를 발사해 100여 개가 NLL 이남에 떨어지다.

환경
- 국제사법재판소가 일본의 남극해 고래잡이를 중단할 것을 판결하다.

교통
전일본공수가 보잉 747을 퇴역시켰다.

## 2014년 3월 30일 (일요일)
정치
- 조선민주주의인민공화국과 일본의 양자 회담이 1년 4개월 만에 열리다.

## 2014년 3월 29일 (토요일)
문화
- 이탈리아의 건축가 피에르 카를로 본템피가 드리하우스 상을 수상하다.

정치
- 레바논에서 자살 폭탄 테러가 발생해 세 명의 군인이 사망하다.
- 러시아의 외무장관 세르게이 라브로프가 러시아는 우크라이나 국경을 침입할 의도가 없다고 말하다.
- 슬로바키아의 대통령 선거 결과 안드레이 키스카가 비공산권 후보 최초로 선출되다.

## 2014년 3월 28일 (금요일)
정치
- 합동참모본부가 북방한계선을 넘어 온 선박 한 척을 북한으로 돌려보냈다고 발표하다.
- 한국전쟁 당시 사망한 중국인민지원군 유해가 중화인민공화국에 인도되다.

## 2014년 3월 27일 (목요일)
정치
- 유엔 안전 보장 이사회가 러시아의 크림반도 합병 반대 결의안을 채택하다.

사회
- 사형 선고를 받고 세계에서 가장 장기간인 48년간 감옥에서 복역중이던 하카마다 이와오가 석방되다.

## 2014년 3월 26일 (수요일)
과학
- 소행성 10199 카리클로에서 고리가 발견되다.

## 2014년 3월 25일 (화요일)
사회
- 일본의 건축가 반 시게루가 프리츠커상을 수상하다.

정치
- 러시아가 크림반도를 합병함으로써 G8에서 빠지게 되다.

## 2014년 3월 24일 (월요일)
경제
- 대한민국의 첫 금 거래소가 부산 한국거래소에서 개장하다.

사고
- 말레이시아 항공이 실종된 370편 항공기가 인도양 남쪽에서 추락했으며 생존자는 없다고 발표하다.

정치
- 핵안보정상회의가 네덜란드, 헤이그에서 열리다.

## 2014년 3월 21일 (금요일)
정치
- 타이 헌법재판소가 조기총선의 무효를 판결하다.
- 블라디미르 푸틴 대통령이 크림 공화국과 러시아 합병 조약에 최종 서명하였다.

## 2014년 3월 19일 (수요일)
정치
- 대한민국 헌정 사상 처음으로 한국은행 총재 청문회가 열리다.
- 미국 법무부가 토요타 자동차의 급발진에 관련해 12억 달러에 달하는 벌금을 부과하다.

사고
- 대한민국 서울특별시 송파구에서 서울승합 소속 3318번 버스와 경기상운 소속 30-1번 버스가 추돌하는 사고가 발생해 3명이 사망하고 20여명이 다쳤다.

## 2014년 3월 18일 (화요일)
정치
- 러시아 대통령 블라디미르 푸틴이 크림 공화국의 합병 조약에 서명하다.

## 2014년 3월 16일 (일요일)
정치
- 크림반도의 크림 공화국 및 세바스토폴시가 국민 투표를 실시했다. (대한민국 시간 기준 16일 15:00 ~ 17시 03:00)
- 2014년 슬로바키아 대선이 치루어졌다.

## 2014년 3월 11일 (화요일)
정치
- 크림반도의 크림 자치 공화국과 세바스토폴시가 우크라이나로부터 독립하여 크림 공화국으로 통일한다고 선언하다.

## 2014년 3월 10일 (월요일)
사회
- 대한의사협회가 원격진료 등 정부의 의료정책에 반대하며 집단 휴진에 들어갔다.

## 2014년 3월 9일 (일요일)
선거
- 조선민주주의인민공화국에서 제13기 최고인민회의 대의원 선거가 행해지다.

문화
- 애리조나주와 하와이주를 제외한 미국 전 지역에서 오는 11월 2일까지 서머타임을 시행하다.

## 2014년 3월 8일 (토요일)
사고
- 말레이시아 쿠알라룸푸르발 중화인민공화국 베이징행 말레이시아 항공소속 MH370편(보잉 777-200)이 베트남 근처 공해에서 추락하다.

## 2014년 3월 7일 (금요일)
문화
- 러시아 소치에서 제11회 동계 패럴림픽 대회가 열리다.

## 2014년 3월 6일 (목요일)
사회
- 프란치스코 교황이 동성애 커뮤니티에 대한 천주교의 재평가가 필요하다고 말하다.

외교
- 니콜라스 마두로 베네수엘라 대통령이 반정부 시위의 여파로 파나마와 외교 관계를 단절하겠다고 밝히다.

## 2014년 3월 3일 (월요일)
정치
- 중화인민공화국에서 최대 정치행사인 중국인민정치협상회의와 전국인민대표대회가 개막하다.

사회
- 조선민주주의인민공화국이 억류하고 있던 오스트레일리아 선교사 존 쇼트를 추방할 것이라고 발표하다.

## 2014년 3월 2일 (일요일)
정치
- 김한길 민주당 대표와 안철수 의원이 지방선거 전에 통합신당을 창당할 것이라고 발표하다.

선거
- 타이에서 지난 총선 때, 선거가 시행되지 못했던 18개 지역 중 5개 지역에서 재선거가 실시되다.

문화
- 미국 캘리포니아주 로스앤젤레스 돌비 극장에서 제86회 아카데미상 수상식이 열리다.

## 2014년 3월 1일 (토요일)
사회
- 중화인민공화국 윈난성 쿤밍시의 쿤밍역에서 무차별 테러가 일어나 29명의 사망자를 포함하여 170여 명의 사상자가 발생하다.